# Giovanni Alfonso Petrucci
Giovanni Alfonso Petrucci (Cutro, 18 dicembre 1650 – Belcastro, 15 novembre 1687) è stato un vescovo cattolico italiano.

## Biografia
Giovanni Alfonso Petrucci nacque a Cutro, in arcidiocesi di Santa Severina, il 18 dicembre 1650. Ricevette il sacramento del battesimo nello stesso giorno.
Entrato in seminario, ricevette l'ordinazione diaconale il 27 maggio 1673. Ordinato presbitero il 23 dicembre dello stesso anno, proseguì i suoi studi alla Sapienza di Roma fino ad ottenere la laurea in utroque iure in data 11 aprile 1675. Fu per alcuni anni vicario generale nelle diocesi di Tricarico, Nepi e Sutri.
Il 15 luglio 1686 papa Innocenzo XI lo nominò vescovo di Belcastro, ricevendo l'ordinazione episcopale nella chiesa di Sant'Ignazio di Loyola a Roma il successivo 28 luglio dal cardinale Galeazzo Marescotti e dai co-consacranti Pietro de Torres, arcivescovo di Ragusa di Dalmazia, e Marcantonio Barbarigo, arcivescovo di Corfù.
Le iniziative più note del suo episcopato furono la ristrutturazione della cattedrale di Belcastro e del palazzo vescovile, oltre che l'istituzione della prebenda teologale, della penitenzieria e del Monte di Pietà.
Petrucci si spense, a pochi mesi di distanza dalla presa di possesso della diocesi, il 15 novembre 1687, a soli 36 anni.

## Genealogia episcopale
La genealogia episcopale è:
- Cardinale Scipione Rebiba
- Cardinale Giulio Antonio Santori
- Vescovo Placido della Marra
- Cardinale Melchior Khlesl
- Cardinale Giovanni Battista Maria Pallotta
- Cardinale Pietro Vidoni
- Cardinale Galeazzo Marescotti
- Vescovo Giovanni Alfonso Petrucci